# فيجوال بيسك
فيجوال بيسك (بالإنجليزية: Visual BASIC)‏ هي بيئة تطوير ولغة برمجة من شركة مايكروسوفت تستند إلى لغة البيسك الشهيرة. وهي تصنف ضمن لغات البرمجة بالكائنات.
منذ أن بدأت شركة مايكروسوفت في إصدار الفيجوال بيسك وهي تلاقي نجاحا باهرا وشعبية لا بأس بها بين المبرمجين نظرا لسهولة الاستعمال في مقابل التعقيد الشديد الذي يواجهه أي مبرمج يسعى لبرمجة ويندوز باستخدام لغة سي أو برمجة سي++.
تناسب الفيجوال بيسك تطبيقات قواعد بيانات والتطبيقات المخصصة للشركات الصغيرة وبرامج الحسابات وهي مريحة وسهلة وتؤدي الغرض بالإضافة إلى أنها تسمح للمبرمج بالتركيز على حل المشكلة فغالباً ما يجد صعوبة فنية أثناء كتابة برنامج بالفيجوال بيسك.
و لكن بقى أن نذكر أن برامج الفيجوال بيسك لا تترجم كاملة إلى لغة الآلة مثل لغة برمجة السي++ أو الدلفي وإنما تترجم إلى كود (شفرة) وسطي يتصل مع مكتبة ربط تسمى ب"Run Time library" واسمها MSVBM.dll مع استبدال علامات الاستفهام برقم الإصدار.
لغة البرمجة فيجوال بيسك هي لغة برمجة ذات تصميم مرئي لواجهة رسومية بعكس بعض اللغات مثل (الاسمبلي) ذات الشاشة السوداء. حيث تحتوي هذه اللغة على العديد من الأوامر بداخلها وهي لغة سهلة التطبيق طورت هذه النسخة من البرنامج عن النسخة القديمة من لغة البيسك والتي تعمل تحت بيئة دوس إلى هذه النسخة التي تعمل تحت بيئة ويندوز.
تعتمد اللغة في تطوير تطبيقاتها على الكائنات فهي تشبه العديد من لغات البرمجة الحديثة من حيث اعتمادها على الآلية (ديناميكية) والأحداث.
تعني الآلية في هذه اللغة القدرة على استدعاء أي اقتران أو إجراء اعتمادا على الحدث.
الحدث هو أي عملية يقوم بها مستخدم التطبيق على التطبيق مثل الضغط بزر الفارة أو الضغط على أحد ازرار لوحة المفاتيح أو حتى تحميل نموذج.

## التاريخ
أنتجت شركة مايكروسوفت أول إصدار من لغة البيسك عام 1975م، وسمي بيسيك Basic والاسم يعتبر اختصاراً لكلمة لغة البرمجة العامة التسلسلية للمبتدئين (Beginner’s All-Purpose Symbolic Instruction Code)، وتوالت الإصدارات فظهرت الإصدارات GW-BASIC, QuickBasic and QBasic، وكلهم يعملون في بيئة دوز Dos، ومع انتشار بيئة النوافذ ويندوز ظهرت فيجوال بيسك التي احتوت على الكثير من أوامر QBASIC وأضيفت العديد من الوظائف التي جعلت من البرمجة بفيجوال بيسك سهلة وميسرة. فهناك الآلاف من المواقع التعليمية للفيجوال بيسك ومنها
Visual Basic Tutorials
في عام 2000 أنتجت مايكروسوفت النسخة المطورة فيجوال بيسك نت VISUAL BASIC.NET والتي تعتمد على البرمجة الشيئية.

## مميزات الفيجوال بيسك

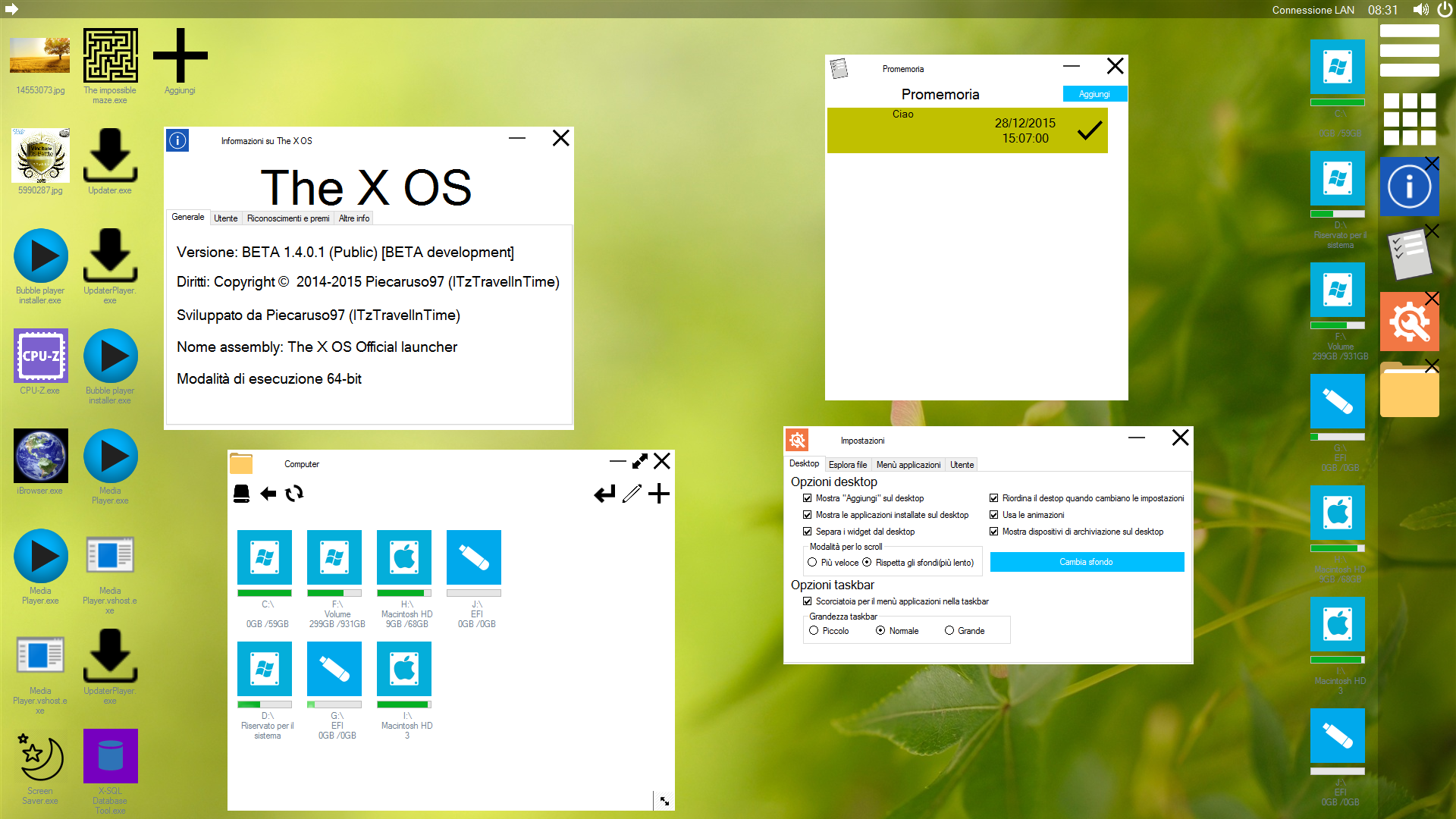

- لغة سهلة وسريعة لإنشاء تطبيقات ويندوز.
- تدعم البرمجة الشيئية إلا أن ذلك ليس بشكل كامل.
- تعتبر لغة الفيجوال بيسك لغة كائنية المنحنى.
- سهلة التعلم والفهم.
- سهولة اكتشاف الأخطاء فيها.
- اعتماده على HTML وذلك مما جعله سهل الاستعمال والفهم.
- عند كتابة أوامر صحيحة يقوم بإعطائك أمثلة ليؤكد لك على صحة كتابة الكود.
- تمكنك من تخطي بعض الأخطاء عند كتابة كود محدد.

### إصدارات فيجوال بيسك

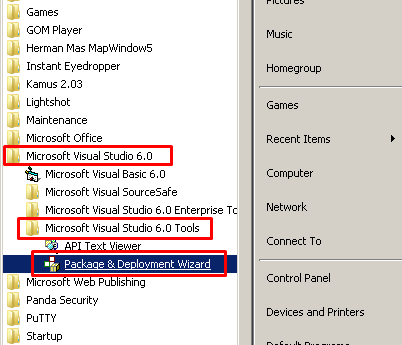
تنصيب اصدار فيجوال ستوديو 6 في الويندوز

فيجوال بيسك 1
الإصدار الأول من فيجوال بيسك كان محدود للغاية. ولم يكن موجه لتطوير التطبيقات الحقيقة لبيئة ويندوز. مع انه كان سهل الاستخدام ذو واجهة رسومية ولغة برمجة مرئية إلا انه كان يعتبر كلعبة مسلية للمبرمجين.
فيجوال بيسك 2
الإصدار الثاني من فيجوال بيسك لم يظهر أي جديد باستثناء إضافة القليل من الخصائص ودعم أفضل لبيئة التطوير المتكاملة IDE. لكن في تلك الفترة، ظهر مولود جديد وهو النظام أكسس Access 1.0 لقواعد البيانات العلائقية وكان كل تركيز شركة مايكروسوفت هو الدمج بينهما.
فيجوال بيسك 3
يعتبر الإصدار الثالث هو بداية طريق النجومية أو الشهرة لفيجوال بيسك، حيث قدم دعم لقواعد البيانات وأصبح ذو نهاية مفتوحة بفضل الإضافات التي كانت تستطيع دمجها مثل VBX والتي تطورت فيما بعد إلى OCX. فقد ظهرت الكثير من التحسينات في بيئة التطوير المتكاملة IDE وهاجر مئات إن لم يكن آلاف المبرمجين إلى فيجوال بيسك. وبدأت تلك اللغة كمنافس ضعيف لتطوير البرامج الحقيقية أو التجارية لأنه كان ما زال ينقصها المزيد.
فيجوال بيسك 4
كان الهدف الأساسي من الإصدار الرابع هو مرحلة انتقالية إلى ويندوز 95 أو إن صح التعبير، القابلية لتطوير تطبيقات من نوع بت 32. وكان أول إصدار من إصدارات فيجوال بيسك تولد شفرة للعمل تحت معالجات من نوع بت 32. ليس هذا فقط! بل أضاف الإصدار الرابع إمكانية لإنشاء مكتبات من نوع ActiveX DLL والتي زادت في شهرة فيجوال بيسك حتى أصبحت اللغة معترفة كلغة برمجة لإنشاء تطبيقات حقيقية حيث أضاف الميزة التي انتظرها المبرمجون وهي البرمجة الكائنية التوجه oop لكنها كانت محدودة بسبب استطاعتك بإنشاء الفئات Class فقط دون أي إمكانية إضافية كتعدد الواجهات Polymorphism أو الوراثة Inheritance.
فيجوال بيسك 5
الإصدار الخامس كان بمثابة الإعلان الرسمي في أن لغة فيجوال بيسك هي لغة برمجة لتطوير التطبيقات الحقيقية والتجارية. حيث أضاف العديد من أنواع المشاريع كـ ActiveX Controls و ActiveX Documents وغيرها. وإضافة مزايا عديدة للتحكم بشيفرة ملف الـ EXE الذي يخيرك من تحويل الشيفرة المصدرية إلى P-Code أو Native-Code. بالإضافة إلى التحسن الحقيقي لبيئة التطوير المتكاملة IDE والدعم الإضافي لقواعد البيانات.
فيجوال بيسك 6
الإصدار السادس لا يختلف عن الإصدار الخامس كثيرا لكن هناك العديد من التحسينات والعلاج للأخطاء التي كانت موجودة في الإصدار الخامس. من أهم الإضافات في الإصدار السادس هي الزيادة في أدوات قواعد البيانات والمبنية على ADO. كذلك تحسن واضح في أدوات التحكم. وهناك العديد من التطوير في لغة البرمجة كدعم أنواع البيانات المعرفة من قبل المستخدم UDT والزيادة في الدوال Functions. وإضافة المزيد من الويزارد Wizards ودعم لتطبيقات الإنترنت. والكثير من التحسينات.

#### فيجوال بيسك.نت
انتج هذا الإصدار مع تغيير جذري عما سبقه من الإصدارات ولقد صدر في ظل هذه التقنية عشرة إصدارات إلى الآن:
- فيجوال بيسك.نت 2002
- فيجوال بيسك.نت 2003
- فيجوال بيسك.نت 2005
- فيجوال بيسك.نت 2008
- فيجوال بيسك.نت 2010
- فيجوال بيسك.نت 2012
- فيجوال بيسك.نت 2013
- فيجوال بيسك.نت 2015
- فيجوال بيسك.نت 2017
- فيجوال بيسك.نت 2019

## تقديم فيجوال بيسك
إن لغة برمجة فيجوال بيسك تعتبر أداة قوية وفعالة لتطوير تطبيقات متوافقة مع بيئة ويندوز. توفر لك بيئة تطوير متكاملة سهلة الاستخدام لإنشاء الحلول سواءً أكانت شخصية أم تجارية في وقت قياسي عن طريق فلسفة البرمجة المرئية. حيث تصمم الشاشات ونوافذ برنامجك عن طريق نقرات وتحريكات خفيفة بالفأرة كأنك ترسم مربعات ودوائر باستخدام برامج الرسم وغيره من البرامج.

## تطور لغة فيجوال بيسك
نظراً لمحدودية لغة الـ BASIC، وقصور إمكانياتها كسائر لغات البرمجة، إلا أن الإصدارات الحديثة من Visual Basic اختلف الأمر! فالآن صارت إمكانيات اللغة بلا حدود. وقابلية التطوير لا نهائية أي أنه أصبح ذو نهاية مفتوحة. فعن طريق الإضافات Add-Ins وأدوات التحكم الخارجية ActiveX Control ومكونات COM بصفة عامة، تستطيع إنجاز كل ما استطعت إنجازه باللغات المختلفة. فإضافة مكون COM جديد لا يتطلب الأمر منك سوى تحديد اسم وملف المكون ومن ثم استخدامه مباشرة!

## التوافقية مع ويندوز
التطبيقات التي تنشئها بواسطة فيجوال بيسك متوافقة 100% مع إصدارات ويندوز المختلفة. فالنواة الداخلية للتطبيقات المنشئة بواسطة فيجوال بيسك هي عبارة عن سيل من إجراءات API التي عبارة عن روح نظام ويندوز. أما عن الدوال الإضافية التي توفرها لغة البرمجة فهي موجودة في مكتبة مستقلة MSVBVM60.DLL وهي المسؤولة عن تشغيل برامجك التي طورتها عن طريق فيجوال بيسك.

## حلول الإنترنت
فيجوال بيسك يوفر لك العديد من الحلول والخاصة بشبكة الإنترنت. فيمكنك من إنشاء أدوات تحكم ActiveX Controls تنفذ في صفحة الويب. أو تصميم تطبيقات متقدمة كـ ActiveX Documents للعمل على متصفح الأنترنت. المزيد أيضا، فيجوال بيسك يوفر لك بيئة تطوير خاصة لتطوير تطبيقات الإنترنت سواءً كانت للعميل Client كتطوير تطبيقات من نوع DHTML Applications أو للخادم Server كتطوير تطبيقات ASP Applications.

## مستقبلك مع فيجوال بيسك
انتهى تطوير لغة برمجة فيجوال بيسك 6 منذ عام 1997م وتخلت عنهُ شركته المنتجة مايكروسوفت حيث لم تعد تدعم تطبيقاته في النسخ الجديدة من نظام التشغيل الشهير ويندوز لذلك فقد أصبح من الماضي.
واتجه المصنعون في الشركات العملاقة إلى فيجوال بيسك دوت نت لكونها لغة برمجة أكثر قوة وتطورا.

## عيوب الفيجوال بيسك
- البرامج غير مجانية، أي أنك تحتاج غالبا للدفع لأجل الحصول على ملفات مفتوحة المصدر.
- لا تترجم بشكل كامل إلى لغة الآلة.
- لا تدعم كافة أشكال البرمجة الشيئية.
- المترجم به بعض الشوائب والتي تظهر في البرنامج المكتوب حتى في حالة خلو البرنامج المصدر من الأخطاء.
- عيوب البرنامج من إمكانية تحميل برنامج حيث يحتوي على مربعات وأزرار بدائية ولكي تحصل على الشكل المطلوب لا بد من إضافة مظهر خارجي وأدوات أخرى.
- السهولة فيها تأكل القوة - عكس نظيرتها لغة البرمجة دلفي التي تأتي بسهولة أسهل من الفيجوال بيسك وقوة السي++.

## أمثلة
برنامج لإظهار صندوق رسالة تحمل "Hello, World" عند تحميل البرنامج:
```
Private
 
Sub
 
Form_Load
()

    
'تضهر رسالة منبثقة تحتوي على Hello World .

     
MsgBox
 
(
"Hello World"
)

End
 
Sub

```